# Eleição para governador da Carolina do Norte em 2012
A eleição para governador do estado americano da Carolina do Norte foi realizada em 6 de novembro de 2012 em simultâneo com as eleições para a câmara dos representantes, para o senado, para alguns governos estaduais e para o presidente da república. A governadora Bev Perdue decidiu não concorrer à reeleição. O candidato democrata foi o vice-governador Walter H. Dalton, e o candidato republicano foi o ex-prefeito de Charlotte Pat McCrory. McCrory venceu a eleição com 54,70% dos votos.